# Klaaskreek
Klaaskreek è un comune (ressort) del Suriname di 1.317 abitanti.
Klaaskreek si trova presso il fiume Suriname e il lago di Brokopondo.
Nel 2007 con il programma di sviluppo delle Nazioni Unite è nato un centro di agricoltura biologica.